# 世界佛教美術圖說大辭典
世界佛教美術圖說大辭典，原名世界佛教美術圖典，簡稱美術圖典，是由臺灣佛光山開山星雲法師發起並擔任總編修出版的佛教藝術百科全書，全套二十大冊。

## 編輯動機
據發起編輯者星雲法師表示，其於早期弘法時便開始蒐集佛教文物、藝術圖書，設立文物館或美術館，後有感於藝術對弘法的幫助、文物本身的教育及文化性質而決意編輯佛教美術辭典。

## 編輯過程
此辭典之編輯由星雲法師於民國90年（2001年）發起並捐贈相關書籍，由就讀佛光大學藝術學研究所的如常法師主導成立「圖典編輯部」，以作家林清玄所著《浩瀚星雲》一書版稅新臺幣一千萬元作為編輯行政費用，動員佛光山體系海內外道場、國際佛光會會員、義工等提供圖片、整理資料，又由約300位法師、16國140人專業人士、近400名義工編輯審稿，協力者來自亞洲、美洲、歐洲、大洋洲等世界各地。
編輯期間佛光山亦同時在世界各地成立23所佛光緣美術館。

## 出版
為了推廣宣傳及籌募經費，編輯團隊先行出版《世界佛教美術圖典精華版》1冊及中英文佛教美術小叢書6冊，共募集到800多位人士預約贊助，其中多數為信徒護持、轉贈學校機構。
民國102年（2013年）5月此辭典正式出版發行，歷時12年。為感謝過程中國立故宮博物院的協助，佛光山致贈兩套辭典給故宮本院及南院典藏，由院長馮明珠代表接受。

## 內容
辭典以釋迦牟尼佛為主軸，收錄包含建築、石窟、雕塑、繪畫、書法、篆刻、工藝、美術人物等八大類內容，合計有9000餘條目，15000餘張圖片，380萬字，以圖片為主、文字為輔，八開全彩印刷20大冊。其中部分內容為世界重要博物館館藏，亦有部分文物為各界人士、藝術家贈與佛光山典藏，捐贈者如旅美畫家李自健；中國大陸史國良、高爾泰、何山、賀大田、田雨霖、豐一吟；臺灣李奇茂、施金輝、震旦文教基金會陳永泰及陳白玉葉伉儷；香港阿虫等。

## 外部連結
- 世界佛教美術圖說大辭典部分內容摘錄（可搜尋、附圖片） （页面存档备份，存于）
- 世界佛教美術圖說大辭典相關報導、內容連載 （页面存档备份，存于）